# Parc du Blanc-Mesnil (stanice metra v Paříži)
Parc du Blanc-Mesnil je název budoucí stanice metra v obci Le Blanc-Mesnil na lince 16 pařížského metra.

## Vývoj
Stanice metra linky 16 se bude nacházet na okraji parku Jacques-Duclos. Bude zabírat území sportovního komplexu Paul-Langevin, budova pro cestující bude přístupná z Avenue de la Division Leclerc. Projekt byl svěřen architektům Jérôme Berrangerovi a Stéphanie Vincent z Berrangeru a architektonické agentuře Vincent Architectes.
Noémie Goudal navrhla pro stanici Le Blanc-Mesnil umělecké dílo ve spolupráci s architekty Jérômem Berrangerem a Stéphanie Vincent.
Stanice bude na svých nástupištích také obsahovat fresku od Chloé Wary.

## Konstrukce
Přípravné práce byly zahájeny na začátku roku 2018.
Stavbu stanice řídí skupina Egis Rail / Tractebel. Stavební práce provede konsorcium firem Eiffage Génie Civil, Razel Bec, Eiffage Rail, TSO a TSO Caténaires. Zahájení výstavby stanice je naplánováno na začátek roku 2019 s dodáním v roce 2026.